# 白大誠
白大誠（1911年—1983年7月25日），別號萬信。哲里木盟（今內蒙古自治區通遼市）科爾沁左翼中旗人。民國37年（1948年）在蒙古哲里木盟選區當選第一屆立法委員。其獨生子為藝人白宇，本名為白振宇，外號為蒙古小生或者是蒙古王子。

## 生平[3][4][5][6]
- 日本早稻田大學肄業
- 哲里木盟政府總務處長
- 哲里木盟駐京代表
- 中國國民黨遼蒙黨務特派員
- 民國72年7月25日逝世[7]